# Thanh Nguyệt
Thanh Nguyệt (sinh năm 1947) là nữ nghệ sĩ cải lương người Việt Nam. Bà đoạt Huy chương Vàng giải Thanh Tâm năm 1965 (cùng với Bo Bo Hoàng). Bà được Nhà nước Việt Nam phong tặng danh hiệu Nghệ sĩ Ưu tú năm 1997.

## Tiểu sử
Thanh Nguyệt tên thật là Nguyễn Thị Thanh Nguyệt, sinh ngày 17 tháng 9 năm 1947, tại Vĩnh Lợi, Bạc Liêu. Năm 1962, Thanh Nguyệt được giới thiệu vào đoàn Hoa Sen, ông bầu Bảy Cao sau khi nghe thử giọng ca, ông nhận Thanh Nguyệt vào đoàn hát và giao Thanh Nguyệt cho nữ nghệ sĩ đàn tranh Tuyết Mai rèn luyện thêm theo lối ca hát trên sân khấu.
Năm 1964, Thanh Nguyệt rời Hoa Sen sang hát cho đoàn Kim Chưởng, từ đây Thanh Nguyệt ghi dấu ấn qua những vở: Người gọi đò bên sông (vai Nhật Thường Dung), Mười đêm hương lửa (vai Cát Dung), Quỷ Bão (vai Thất Hồn Nhân)… Năm 1965, Thanh Nguyệt đoạt Huy chương vàng Giải Thanh Tâm. Sau năm 1975, Thanh Nguyệt về hát cho các đoàn hát Trung Hiếu, Thanh Minh, Saigon 1, Trần Hữu Trang.

## Gia đình
Bà lập gia đình với soạn giả Mộc Linh nhưng sau một thời gian thì ly hôn và có một người con tên Thế Phi. Sau đó bà tái hôn với nghệ sĩ Quốc Nhĩ trong đoàn hát Thanh Minh.

## Các vai diễn

### Cải lương
- Bụi mờ ải nhạn - vai Chiêu Quân
- Hòn đảo thần vệ nữ - vai bà mẹ du kích Lam Brini
- Người mẹ Việt Nam - vai Thu Hà
- Lá sầu riêng - vai bà hội đồng
- Cuộc đời đức Phật Thích Ca - vai hoàng hoàng hậu Maya và vai kế mẫu Ma-ha-ba-xà-ba-đề
- Đời cô Lựu - vai Hai Hương
- Lan và Điệp - vai bà Cử
- Áo cưới trước cổng chùa - vai Xuân Mẫu (mẹ Xuân Tự)
- Những vì sao không tên - vai Mế Trà
- Chuyện tình hai thế hệ - vai Huệ
- Bóng tối và ánh sáng - vai Loan
- Phù Dung đáy nước - vai Trương công chúa
- Công chúa Alysa - vai hoàng hậu
- Thái hậu Dương Vân Nga - vai Thái hậu Dương Vân Nga và vai cố mẫu
- Mười đêm hương lửa - vai Cát Dung
- Tuyệt tình ca - vai bà Hai
- Người gọi đò bên sông - vai Nhật Thường Dung
- Ngọc không màu - vai má Ba
- Tình yêu và lời đáp - vai bà Nga
- Thiên hạ đệ nhất kiếm - vai Gia Cát Anh
- Thiên Kiều công chúa - vai hoàng hậu
- Quỷ bão - vai Thất Hồn Nhân
- Song long thần chưởng - Tiểu Long Nữ
- Hãy ngủ yên tình yêu - vai Vương Thị
- Lôi Vũ - vai Thị Bình
- Kiếp chồng chung - vai cô Ba
- Lời ru của biển - vai bà Mai
- Trận chiến thầm lặng - vai mẹ của đại úy Henry Thọ

### Kịch
- Nhân danh công lý - vai bà Hảo

### Phim ảnh
- Trần Thị Diễm Châu (1971) - vai Ma Soeur
- Người con gái đất đỏ (1995) - vai Năm Dâu
- Vòng xoáy tình yêu (2005) - vai bà Năm
- Ký túc xá (2007) - vai bà nội của Kiên
- Những chiếc lá thời gian (2007) - vai bà Năm
- Toà án công lý (2008) - vai mẹ Vỹ
- Cho một tình yêu (2010) - vai bà Tư
- Ngã rẽ cuộc đời (2013) - vai bà Đức
- Trở về 3 (2014) - vai bà Ba